# Италмас-ИжГТУ
«Италмас-ИжГТУ» — российский женский волейбольный клуб из Ижевска.

## История
Женская волейбольная команда, представляющая Удмуртию, была воссоздана в 2013 году на базе технического университета ИжГТУ. Команда успешно выступала в соревнованиях студенческой волейбольной лиги России. В 2016 году получила свое название «Италмас-ИжГТУ». С этого времени началась новая страница профессионального женского волейбола Удмуртии. По итогам двух первых сезонов в чемпионате России команда «Италмас-ИжГТУ» вошла в восьмерку сильнейших команд России (Высшая лига «Б»). С 2019 года ижевский коллектив является фарм-клубом подмосковного «Заречье-Одинцово».

## Достижения
- 2015—2016 — Первая лига, 1-е место
- 2016—2017 — Чемпионат России Высшая лига «Б», 10-е место
- 2017—2018 — Чемпионат России Высшая лига «Б», 8-е место